# St. Stephan (Egglham)

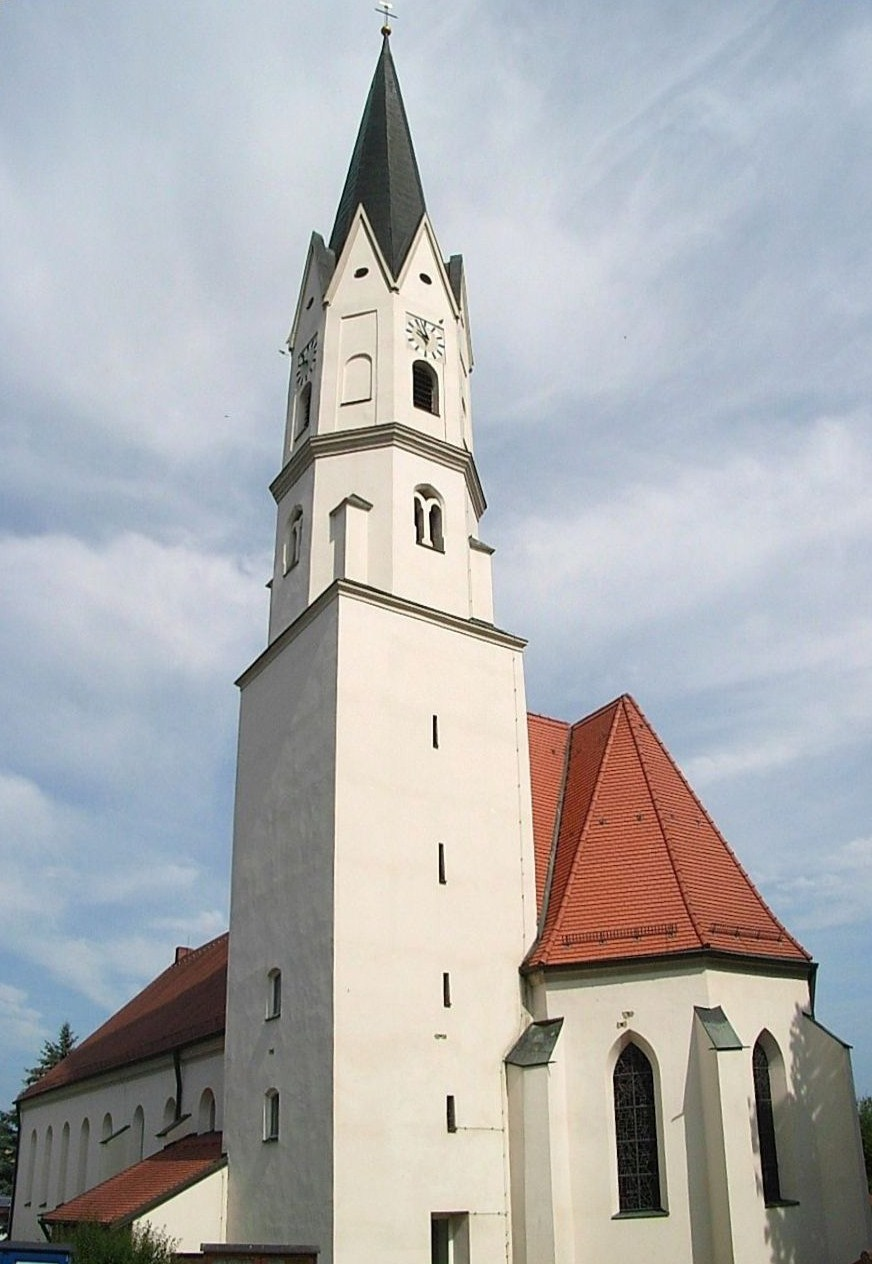
St. Stephan in Egglham

St. Stephan ist eine römisch-katholische Kirche in Egglham im niederbayerischen Landkreis Rottal-Inn. Chor und Presbyterium sind spätgotisch mit Netzrippengewölben, das Langhaus wurde im Zuge einer liturgischen Erneuerung 1965 neu angesetzt.

## Geschichte
1264 überließ der Passauer Bischof Otto von Lonsdorf dem Kloster Aldersbach die Pfarrkirche Egglham. 1806 wurde nach der Auflösung des Klosters die Pfarrei Egglham selbständig. 1855 wurde der Pfarrsitz von Tödling (jetzt Egglhamer Ortsteil Martinstödling) nach Egglham verlegt. Die Pfarrei Egglham ist seit 20. August 2021 dem Pfarrverband Dietersburg-Egglham eingegliedert und dem Dekanat Pfarrkirchen zugeordnet.

## Architektur
Presbyterium und Chor mit Fünfachtelschluss, vier Langhausjoche, außerdem das sternrippengewölbte Erdgeschoss und der Rumpf des seitlich angesetzten Turms werden Ende des 15. Jahrhunderts errichtet. 1771 wird das Langhaus der Kirche um zwei Joche nach Westen verlängert, 1869 werden Seitenschiffe angebaut. Der Kirchturm wird aufgestockt.
1964–1966 wird die Kirche nach Westen verlängert, die jüngeren Teile des Langhauses werden abgebrochen, außerdem die Gewölbe des westlichen Jochs des Ursprungsbaus. Der Neubau hat eine Flachdecke.
Der Turm ist in den unteren (älteren) Geschossen quadratisch, in den oberen (jüngeren) Geschossen achteckig. Den Spitzhelm des Daches umlaufen ortsbildprägend acht schlanke hohe Dreiecksgiebel.
Der Eintrag in der Liste der Baudenkmäler für Egglham lautet: „Chor und Turm spätgotisch, Langhaus 1771 verlängert und um 1860/70 dreischiffig erweitert; mit Ausstattung; ehemalige Friedhofsummauerung, 2. Hälfte 19. Jahrhundert“.

Pfarrkirche St. Stephan in Egglham, Interieur mit neugotischer Ausstattung, um 1900

## Ausstattung
Nach 1869 erhält die Kirche eine neugotische Ausstattung mit Hochaltar, zwei Seitenaltären (an den Schildwänden der Seitenschiffe), Chorgestühl und Kanzel. Nach dessen Entfernung 1964 bleiben mehrere gefasste Schnitzfiguren erhalten.
Im Zuge der Erweiterung des Langhauses und einer umfassenden, auch liturgischen Neuausstattung schafft 1965 der Bildhauer Hans Frank (Volksaltar und Ambo aus Muschelkalk-Blaubank), außerdem die Türgriffe der Außen- und Windfangtüren (nährende Pelikane bzw. Taubenpaare) und den Taufsteindeckel aus Bronze. Von ihm stammt auch der Tabernakel (Bronze vergoldet).
Über dem Altar im nördlichen Seitenschiff ist eine spätgotische Madonna im Strahlenkranz montiert. Die Figur war ursprünglich im Auszug des neugotischen Hochaltars aufgestellt.
In den drei Fenstern des Chors sind Farbglasbildwerke von Markus von Gosen eingesetzt: „Steinigung des heiligen Stephanus vor den Toren Jerusalems“. Die Szenen sind bekrönt von Symbolen der Trinität: Lamm mit Siegesfahne, Auge Gottes (in einem Dreieck) und Taube.
Im Vorhaus des südlichen Eingangs ist eine Gedenktafel für den in Egglham geborenen Komponisten Peter Griesbacher in die Seitenwand eingelassen, geschaffen von Otto Zirnbauer, Sandstein, 1965.
Das vierteilige Geläut enthält eine reich mit Relief verzierte Glocke, die Peter Griesbacher 1932 gestiftet hat.